# Santo Antônio de Jesus
Santo Antônio de Jesus város Brazíliában, Bahia államban. Lakosainak száma 103 055 fő (2022). Santo Antônio de Jesus Varzedo, Aratuípe, Conceição do Almeida, Dom Macedo Costa, Laje, Muniz Ferreira, São Felipe és São Miguel das Matas községekkel határos.

## Népesség
A település népességének változása:
| Lakosok száma | 77 368 | 90 985 | 101 548 | 102 380 | 103 204 | 103 055 |
|               | 2000   | 2010   | 2015    | 2020    | 2021    | 2022    |